# Bråttom

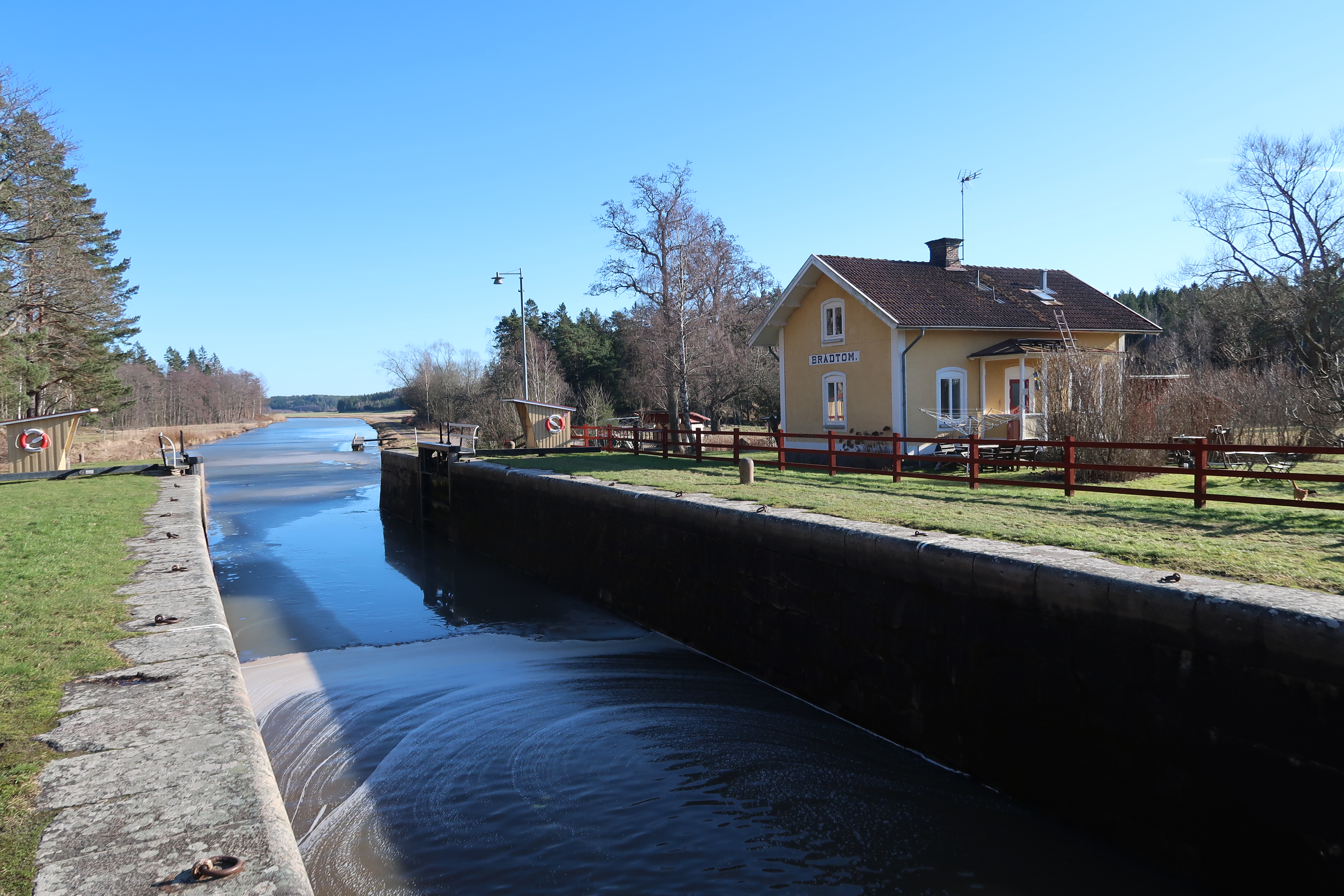
Bråttom sluss 2021

Bråttom (tidigare Brådtom) är en sluss på den östgötska delen av Göta kanal, vid torpen Strömshult och Trädgårdstorpet. Slussen fick först namnet Stockholm, men fick byta namn efter att förutom mer vardagliga händelser vid ordinarie slussverksamhet, varit föremål för ett antal oturliga händelser.
”På Brådtom har man inte bråttom” skriver Göta kanalbolaget, men det hade man ibland förr:
- 1834: Ångfartyget Sjöhästen seglade 1834 på bron, och reparationerna och i ordningsställande av en ny bro tog fyra år att fullständiga.[1][3]
- 1904: De nedre slussportarna blev 1904 så hårt påseglade av lastbåten Mars, att man fick stänga Göta kanal för en tid.[1]

Vid Bråttoms sluss finns sedan 1998 ett lantligt café och ett vandrarhem invid slussvaktarbostaden som härstammar från början av 1800-talet.